# Zamek w Zbrzyżu
Zamek w Zbrzyżu – zbudowany przez gen. Adama Tarłę, starostę goszczyńskiego, brzegowskiego, skalskiego nad rzeką Zbrucz.

## Historia
Pod koniec XIX w. z zamku wzniesionego przez rodzinę Tarłów pozostały tylko szczątki. Odrestaurowany budynek bramny służył do 1917 r. za piętrowy dom mieszkalny dla Gradowskich, ówczesnych właścicieli. Dom kryty niskim dachem o frontu posiadał balkon na piętrze, wsparty na czterech kolumnach, z tyłu dwupiętrowa okrągła wieża.